# Zmocňovací zákon (Německo 1933)

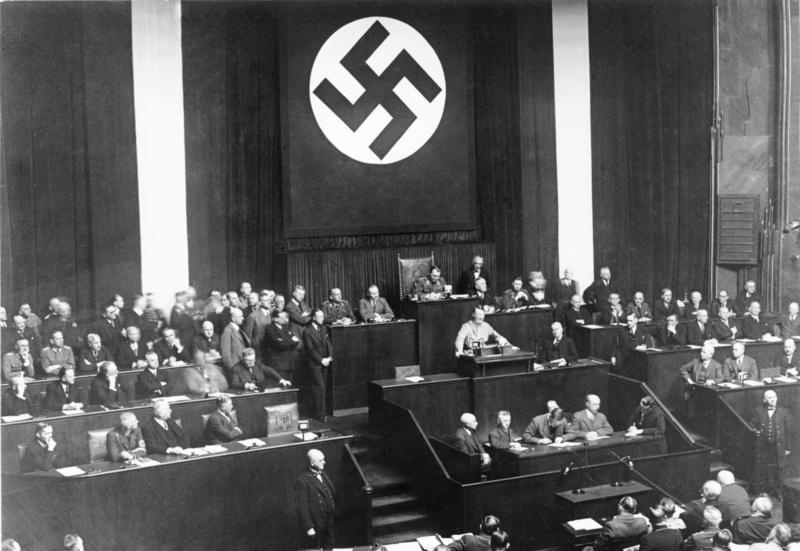
Hitlerův proslov k Reichstagu vyhlašující zmocňovací zákon

Zmocňovací zákon (německy Ermächtigungsgesetz) byl přijat německým Říšským sněmem a podepsán říšským prezidentem Německa Hindenburgem 23. března 1933. Byl druhým krokem následujícím po dekretu o požáru budovy říšského sněmu, kterým říšský kancléř získal výjimečné pravomoci. Zákon umožnil vládě (kabinetu) přijímat zákony bez jejich schválení Říšským sněmem po dobu čtyř let. Plný název zákona je Gesetz zur Behebung der Not von Volk und Reich (Zákon pro nápravu nouze lidu a říše).
Zmocňovací zákon byl schválen říšským sněmem 23. března a vyhlášen následujícího dne. Zákon byl podle Ústavy podepsán prezidentem Paulem von Hindenburgem, kancléřem, ministrem zahraničí Neurathem a ministrem financí Lutz Schwerin von Krosigkem. Souhlasil s ním také bývalý kancléř Heinrich Brüning.

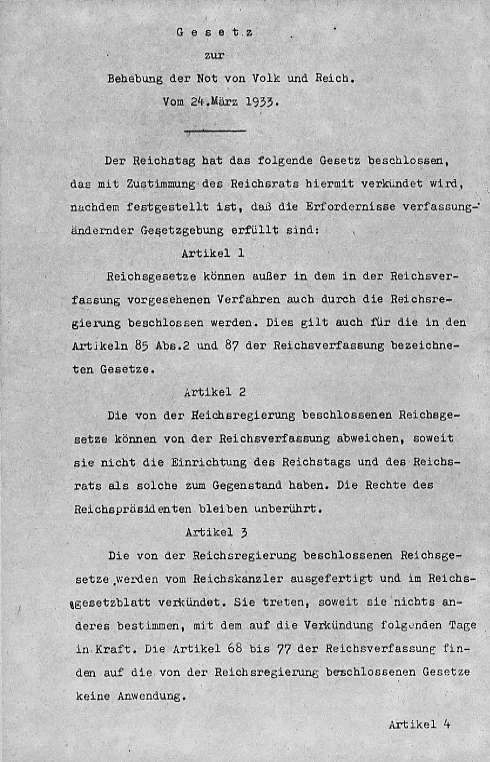
Text zákona strana 1

## Text

### Německé znění
Der Reichstag hat das folgende Gesetz beschlossen, das mit Zustimmung des Reichsrats hiermit verkündet wird, nachdem festgestellt ist, dass die Erfordernisse verfassungsändernder Gesetzgebung erfüllt sind:
Art. 1. Reichsgesetze können außer in dem in der Reichsverfassung vorgesehenen Verfahren auch durch die Reichsregierung beschlossen werden. Dies gilt auch für die in den Artikeln 85 Abs. 2 und 87 der Reichsverfassung bezeichneten Gesetze.
Art. 2. Die von der Reichsregierung beschlossenen Reichsgesetze können von der Reichsverfassung abweichen, soweit sie nicht die Einrichtung des Reichstags und des Reichsrats als solche zum Gegenstand haben. Die Rechte des Reichspräsidenten bleiben unberührt.
Art. 3. Die von der Reichsregierung beschlossenen Reichsgesetze werden vom Reichskanzler ausgefertigt und im Reichsgesetzblatt verkündet. Sie treten, soweit sie nichts anderes bestimmen, mit dem auf die Verkündung folgenden Tage in Kraft. Die Artikel 68 bis 77 der Reichsverfassung finden auf die von der Reichsregierung beschlossenen Gesetze keine Anwendung.
Art. 4. Verträge des Reichs mit fremden Staaten, die sich auf Gegenstände der Reichsgesetzgebung beziehen, bedürfen nicht der Zustimmung der an der Gesetzgebung beteiligten Körperschaften. Die Reichsregierung erlässt die zur Durchführung dieser Verträge erforderlichen Vorschriften.
Art. 5. Dieses Gesetz tritt mit dem Tage seiner Verkündung in Kraft. Es tritt mit dem 1. April 1937 außer Kraft, es tritt ferner außer Kraft, wenn die gegenwärtige Reichsregierung durch eine andere abgelöst wird.

### Český překlad
Říšský sněm schvaluje následující zákon, který se tímto se souhlasem říšské rady vyhlašuje, poté, co bylo zjištěno, že byly splněny všechny náležitosti zákona měnícího ústavu:
Čl. 1. Vedle procedury předepsané ústavou mohou být říšské zákony stanovovány také říšskou vládou. To platí i pro zákony vyjmenované v článku 85 odst. 2 a v článku 87 říšské ústavy.
Čl. 2. Zákony stanovené říšskou vládou se mohou odchylovat od říšské ústavy, pokud nijak neovlivní instituce říšského sněmu a říšské rady. Práva říšského prezidenta zůstávají nedotčena.
Čl. 3. Zákony stanovené říšskou vládou jsou vydávány kancléřem a vyhlašovány v říšském úředním věstníku. Vstupují v platnost následující den po oznámení, pokud není datum stanoveno jinak. Články 68–77 říšské ústavy se na zákony stanovené říšskou vládou nevztahují.
Čl. 4. Smlouvy říše s dalšími státy, které ovlivňují říšskou legislativu, nevyžadují souhlas legislativních těles. Říšská vláda vydává k těmto smlouvám prováděcí předpisy.
Čl. 5. Tento zákon vstupuje v platnost v den svého vyhlášení. Platnosti pozbude k 1. dubnu 1937 nebo pokud bude současná říšská vláda nahrazena jinou.

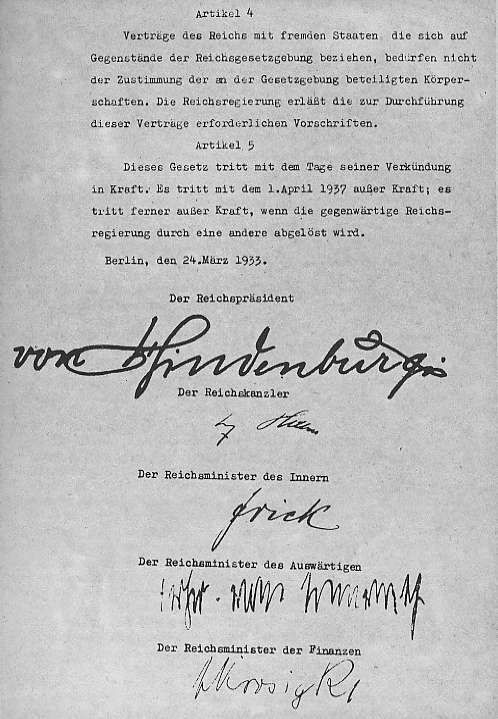
Text zákona strana 2

## Pozadí
Poté, co byl Adolf Hitler 30. ledna 1933 jmenován kancléřem, požádal prezidenta Hindenburga o rozpuštění Říšského sněmu. Volby byly vyhlášeny na 5. března 1933. Požár Říšského sněmu 6 dní před volbami, vylíčený nacisty jako začátek komunistické revoluce, vedl k vydání dekretu o požáru říšského sněmu, kterým byla suspendována občanská práva a habeas corpus. Hitler využil dekretu k zadržení představitelů komunistické strany, čímž se jich zbavil.
Přestože NSDAP získala o 5 milionů hlasů více než v předcházejících volbách, nezískala strana absolutní většinu a závisela na nepatrné většině s 52 hlasy svého koaličního partnera – německé lidové strany. Aby se zbavil této závislosti, Hitler 15. března předložil kabinetu návrh zmocňovacího zákona, který by na čtyři roky vládě předal zákonodárnou moc. Nacisté navrhli zmocňovací zákon, aby získali politickou moc bez potřeby většiny v Říšském sněmu.

### Přípravy a vyjednávání
Zmocňovací zákon umožňoval vládě přijímat zákony, včetně zákonů odchylujících se od ústavy nebo měnících ústavu, bez souhlasu říšského sněmu. Protože umožňoval odchýlení od ústavy, byl považován za změnu ústavy a jeho přijetí vyžadovalo dvoutřetinovou většinu poslanců, se dvěma třetinami poslanců přítomných na schůzi.
NSDAP počítala s podporou stran zastupujících střední třídu, podnikatele a junkery. 22. března 1933, den před hlasováním o zákonu, uzavřel Hitler dohodu i s Centrem, jeho předsedovi Ludwigu Kaasovi slíbil písemně stvrzené ústavní záruky. Ovšem Kaas tuto písemnou záruku, navzdory ujištěním, jak v den hlasování, tak ani nikdy později nedostal. Se všemi těmito hlasy měl návrh zajištěnou dostatečnou většinu.
Po požáru Říšského sněmu byla komunistická strana zakázána a všichni komunističtí poslanci byli zatčeni, za mřížemi skončila také část poslanců sociální demokracie, někteří další sociální demokraté se museli skrývat. Přesto mohl zbytek sociálních demokratů zablokovat přijetí snížením účasti poslanců pod dvě třetiny. Krátce před přijímáním zákona ale byla přijata změna jednacího řádu, podle které byli všichni neomluvení nepřítomní poslanci považovaní za přítomné. Za takových okolností se sociální demokraté rozhodli zúčastnit a hlasovat proti.
23. března 1933 jednání doprovázela přítomnost jednotek Sturmabteilung. Proti zákonu vystoupil bývalý kancléř centrista Heinrich Brüning, který se později rozhodl dodržet stranickou disciplínu a hlasoval pro, a předseda sociálních demokratů Otto Wels.
Pro zákon nakonec hlasovalo 444 poslanců, proti bylo 94 sociálních demokratů.